# Diana Stöcker

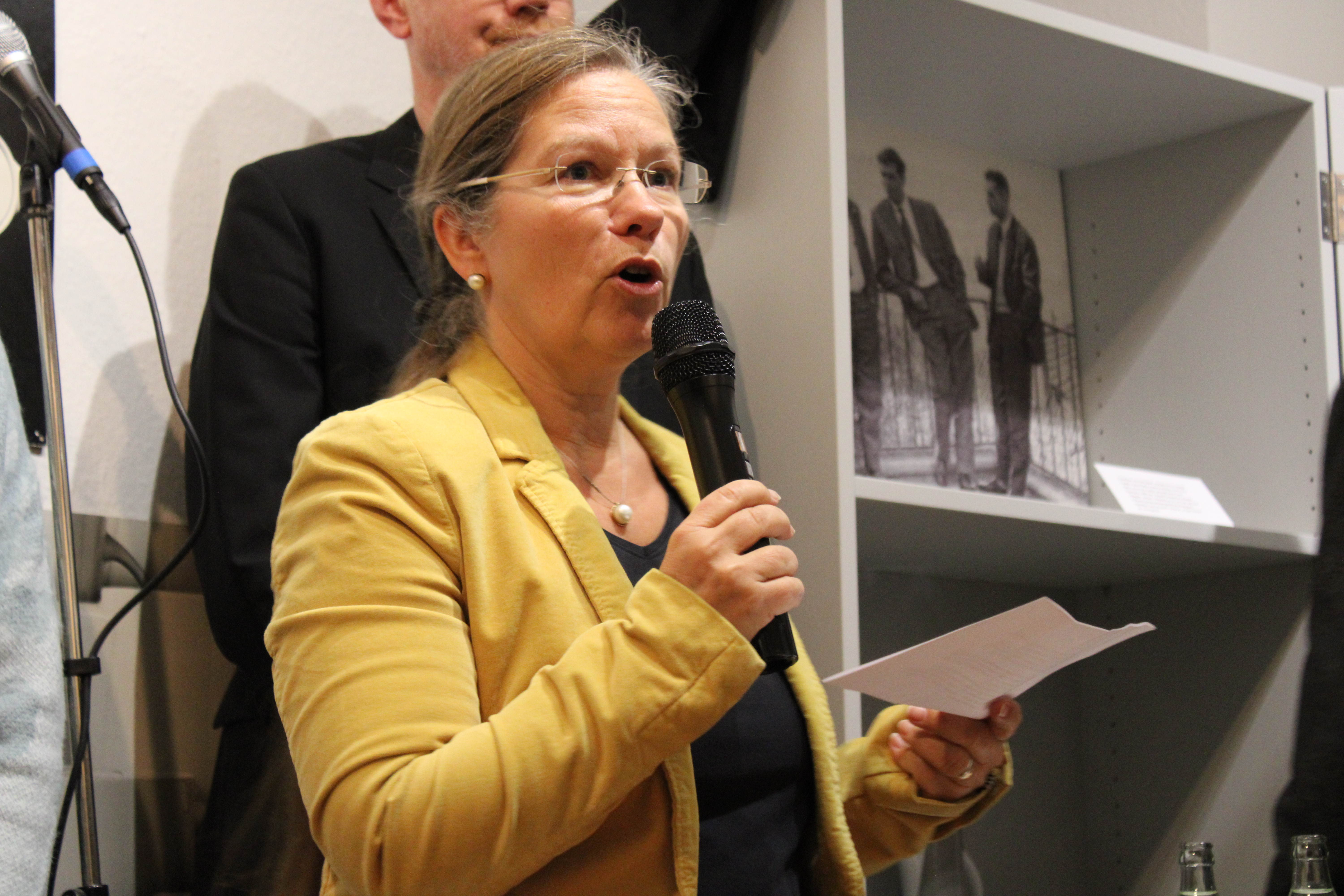
Diana Stöcker (2025)

Diana Iris Stöcker (* 19. Mai 1970 in Karlsruhe) ist eine deutsche Politikerin der CDU. Seit 2024 ist sie Oberbürgermeisterin von Weil am Rhein. Von 2021 bis 2024 war sie Mitglied des Deutschen Bundestages.

## Leben
Stöcker studierte von 1989 bis 1994 Politikwissenschaft, Germanistik und Journalismus an der Universität Saarbrücken, mit einem Erasmus-Semester an der Newcastle University, England und schloss ihr Studium mit dem Magistergrad ab. Nach ihrem Abschluss wurde sie Referentin für Öffentlichkeitsarbeit bei der EnBW in Karlsruhe sowie anschließend Pressesprecherin und hatte diese Position bis 1998 inne.
Von 1998 bis 1999 war sie Teilnehmerin des 12. Jahrgangs der Führungsakademie Baden-Württemberg.
Ab dem Jahr 2000 war sie Geschäftsführerin der Innocel Innovations-Center Lörrach GmbH, einem Unternehmen zur Wirtschaftsförderung der Stadt Lörrach; den Aufbau des Innocel hatte sie in ihrer Funktion als Leiterin Zentralstelle für Wirtschaftsförderung der Stadt Lörrach (1999 bis 2000) verantwortet. Die Geschäftsführungsposition hatte sie bis 2015 inne.

## Politik
Im Mai 2015 wurde Stöcker durch den Gemeinderat zur Ersten Beigeordneten mit der Amtsbezeichnung Bürgermeisterin der Großen Kreisstadt Rheinfelden (Baden) für eine Amtszeit von acht Jahren gewählt.
Als Bürgermeisterin war sie für die Stabsstelle Integration und Flüchtlinge, das Ordnungsamt, das Bürgerbüro, das Kulturamt sowie das Amt für Familie, Jugend und Senioren zuständig. In den Jahren 2018 bis 2020 war sie die gewählte Präsidentin des Districtsrats des Trinationalen Eurodistricts Basel.
Stöcker trat als Kandidatin der CDU für den Bundestagswahlkreis Lörrach – Müllheim zur Bundestagswahl 2021 an, nachdem der für den 19. Deutschen Bundestag gewählte Abgeordnete Armin Schuster zum Präsidenten des Bundesamts für Bevölkerungsschutz und Katastrophenhilfe ernannt wurde und somit nicht mehr antrat. Sie errang mit einem Ergebnis von 25,3 % der Erststimmen das Direktmandat, und trat daraufhin von ihrem Amt als Bürgermeisterin von Rheinfelden zurück.
Im Bundestag war sie ordentliches Mitglied im Gesundheitsausschuss, stellvertretendes Mitglied im Ausschuss für Bildung und Forschung. Darüber hinaus war sie Mitglied der Deutsch-Französischen Parlamentarischen Versammlung.
Am 3. März 2024 wurde Stöcker mit 59,7 Prozent der Stimmen zur Oberbürgermeisterin von Weil am Rhein gewählt. Die Wahlbeteiligung lag bei 42 Prozent. Sie folgte Wolfgang Dietz nach und trat das Amt am 1. Juni 2024 an. Im Zuge ihres Amtsantritts als Oberbürgermeisterin legte sie Anfang Juni 2024 ihr Bundestagsmandat nieder. Für sie rückte Ingo Wellenreuther in den Bundestag nach.

## Privat
Diana Stöcker hat eine erwachsene Tochter und lebt mit ihrem Lebensgefährten in Lörrach.

## Mitgliedschaften (Auswahl)
- Seit 2014 im Kreistag des Landkreises Lörrach
- Seit 2020 Vize-Präsidentin des Districtsrats des Trinationalen Eurodistricts Basel
- 2018–2020 Präsidentin des Trinationalen Eurodistricts Basel
- Aufsichtsrat Caritas Hochrhein
- Aufsichtsrat Bürgerenergie Dreiländereck eG
- Vorstand Chinderlache e.V.
- Mittelstands- und Wirtschaftsunion (MIT)
- KlimaUnion e.V.